# 우크라이나계 우즈베키스탄인
우크라이나계 우즈베키스탄인(우크라이나어:Українці в Узбекистані, 우즈베크어:O'zbekistondagi ukrainlar)은 우즈베키스탄에 거주하는 우크라이나인으로 인구는 67,869(2021년)이며 전체의 0.2%를 차지한다.

## 같이 보기
- 슬라브족
- 동슬라브족
- 우크라이나인
- 우즈베키스탄의 인구